# Oribatella blocki
Oribatella blocki är en kvalsterart som beskrevs av František Starý 1995. Oribatella blocki ingår i släktet Oribatella och familjen Oribatellidae. Inga underarter finns listade i Catalogue of Life.